# Microdon parviflorus
Microdon parviflorus är en flenörtsväxtart som först beskrevs av Peter Jonas Bergius, och fick sitt nu gällande namn av O.M. Hilliard. Microdon parviflorus ingår i släktet Microdon och familjen flenörtsväxter. Inga underarter finns listade i Catalogue of Life.